# Island Falls (Maine)
Island Falls é uma cidade no Condado de Aroostook, Maine, Estados Unidos. A população era de 837 pessoas no censo de 2010.
De acordo com o United States Census Bureau, a cidade tem uma área total de 40.76 sq mi (105.57 km2), dos quais 36.03 sq mi (93.32 km2) é terra e 4.73 sq mi (12.25 km2) é água.